# الحصة التموينية
الحصّة التموينية في العراق هي حزمة مواد غذائية رئيسية معدودة وموزونة، توزعها بسعر رمزي وزارةُ التجارة شهرياً على كل من يسكن في العراق، سواء العراقيون والأجانب المقيمون، اقترح توزيع الحصة وزيرُ التجارة محمد مهدي صالح يوم 9 آب سنة 1990، ووافق عليها رئيس الجمهورية صدام حسين يوم 10 آب، وأُعلنَ عن البدء بتطبيقها في شهر 1 أيلول سنة 1990م، تخفيفاً لعواقب الحصار، بعد شهر واحد من الغزو العراقي للكويت، وصدور قرار مجلس الأمن الدولي رقم 661 الصادر يوم 6 آب 1990م، القاضي بفرض حصار اقتصادي شامل على العراق، تحسّنت مواد الحصة التموينية سنة 1997، إثرَ اتفاق النفط مقابل الغذاء، حتى احتلال العراق يوم 9 نيسان سنة 2003، حين بدأت الحصة تسوء في كمّيتها وجودتها، وكان العراقيون قُبيل معركة الحواسم قد استلموا حصة تموينية لستة أشهر مقدماً، احتياطاً لظروف الحرب، ذكرت وزارة الإعلام العراقية في حكومة صدام حسين أن توزيع الحصة التموينية كان يمثّل رداً حاسماً على أهداف العدوان الاقتصادية، إذ كان العدو يسعى عن طريق فرض الحصار إلى جرّ العراق إلى حافة المجاعة، ودخوله حرباً أهلية لا تُحمد عقباها. كانت الحصة التموينية سبباً أساسياً في نجاة العراقيين من المجاعة أثناء الحصار، وكان 3 من كل 5 أشخاص يعتمدون على الحصة التموينية من سنة 1990 حتى 2003، وذُكر سنة 2007 أن 15 مليون عراقي يعيشون على الحصة. الاسم الأشهر هو الحصة التموينية، ويُختصر فيقال "الحُصّة"، كما تُسمى "الكمّية"، و"الوجبة"، وحديثاً "السلّة الغذائية".

## آلية التوزيع

الشركة العامة لتجارة المواد الغذائية تُتهم أحياناً بالفساد بلسان لجان حكومية ورقابية

شاحنات يُحمل عليها الحصة التموينية لنقلها إلى وكلاء التوزيع

في زمن الحصار الاقتصادي، كانت مواد الحصة التموينية تصل إلى منفذ طريبيل الحدودي في العراق من ميناء العقبة في الأردن التي كانت حينئذٍ المدخل الرئيسي للعراق، والمنفذ الثاني ميناء أم قصر العراقي في أقصى شمال الخليج العربي، والمنفذ الثالث كان من تركية في عهد الرئيسة تانسو جلر.
تشرف وزارة التجارة على الشركة العامة لتجارة المواد الغذائية التي لها مخازن ومراكز تموينية، تُنقل منها المواد الغذائية إلى وكلاء الحصة التموينية الذين لهم مواقع في كل حي سكني في العراق، وعادةً ما يكون مقرّ وكيل الحصة هو محل مواد غذائية، تُلحق به مهمة توزيع الحصة.

## تكلفة الحصة
في سنة 1996، كانت الحصة التموينية لكل فرد تعادل ما قيمته 7 آلاف دينار عراقي (دولاران وأربعة وثلاثون سنتاً)، كانت تُعطى الحصة بسعر رمزي، واليومَ يدفع مستحقو الحصة 500 دينار لاستلام حصّتهم، وهو سعر رمزي، يعادل 34 سنتاً. حتى سنة 2001، كانت في ناحية الكرمة، المخازنُ الاستراتيجية للمواد الغذائية وغير الغذائية، وكانت المخازن جملونات كبيرة مهيأة للتخزين والتفريغ والتحميل. وفي 29 آذار سنة 2022، قال مشعان الجبوري إن "الاموال التي تخصص لمفردات البطاقة التموينية كانت فوضوية...كانت حصة الفرد العراقي في 2015 أقل من دولارين وبعدها وصلت الى 3.5 دولار".

### ما قبل الحواسم
ذكرَت عدة مصادر أن توزيع الحصة كان حتى سنة 2003 مقارباً للامتياز فيما يتعلق بعدالة التوزيع وإيصال المواد لكل منطقة، رغم رداءة جودة المواد حينئذٍ. وشهد خبراء عراقيون وعرب وأجانب بنجاح البطاقة التموينية في توفير الغذاء الضروري. وذكرت جريدة واشنطون بوست يوم 3 شباط سنة 2003 أن الحصة التموينية حينئذٍ أكبر وأكفأ نظام توزيع غذائي في العالم، وصارت أداة رئيسية لإبقاء التأييد الشعبي لصدام حسين.

#### نقد عدي صدام
في أواخر أيام شهر كانون الأول سنة 2002م، قدّم عدي صدام حسين ملاحظات ناقدة لوزارة التجارة، بعنوان «ورقة عمل تقدم بها ـ عبد الله ـ عدي صدام حسين عضو المجلس الوطني»، نُشرتْ في جريدة بابل التي يملكها عدي، وقال فيها إن الوزارة «توقفت عن أداء مهامها، التي تتصل بعنوانها، وتحولت بشكل سريع إلى وزارة تموين فقط...إن الوزارة نجحت في الإيفاء بالتزاماتها من خلال تجربة «البطاقة التموينية»، ولكن يعاب على هذا الأداء، منذ تنفيذ مذكرة التفاهم مع الأمم المتحدة بشأن برنامج «النفط مقابل الغذاء»، أن الوزارة لا تعير أهمية لنوعية السلع التي تستوردها بموجب المذكرة، رغم أن الدفع أصبح نقداً من العراق، بينما كانت البضاعة أفضل في السابق، وكان الدفع بالآجل"، وذكر عدي أن بعض مواد الحصة مغشوشة، ولاسيّما الزيوت والصابون والرز والشاي، والأوزان غير مضبوطة، والمواد الغذائية توزيعها غير مستقر، ونقدَ عدي خطة توزيع مواد الحصة وانتهاء صلاحيتها، وقال «هل هي خطة صحيحة..؟ ولماذا تترك المواد لحين فقدانها صلاحيتها، ومن ثم تبدأ عملية توزيعها على المواطنين..؟» بل وصفَ بعض الشركات المتعاملة مع العراق في برنامج النفط مقابل الغذاء، فقال عنها «فهناك الكثير من الشركات الروسية التي تعمل تحت غطاء شركات مقاطعة أميركية أو انجليزية، بل البعض منها ممول من قبل رجال مال يهود وصهاينة، بل حتى مواد مستوردة من الكيان الصهيوني».

### نقد المعارضة العراقية
كانت المعارضة العراقية تتخذ من الحصة التموينية غرضاً من أغراض انتقاد حكومة صدام حسين، وذلك لأن مواد الحصة كانت رديئة، فكانت المعارضة تقول إن ذلك بسبب الفساد الإداري والمالي لحكومة صدام مع شركات دولية كانت تجلب تلك المواد إلى العراق. واتهمت المعارضة أن توزيع حكومة صدام للحصة غير عادل، قال حينئذٍ مدير برنامج الأغذية العالمي توربن دو إن منظمته "فحصت برنامج النفط مقابل الغذاء أكثر من مليون تفتيش منذ تشريعه ولم ينكشف لهم دليل واضح على تحايل ولا محاباة".

## ما بعد الاحتلال
بعد الاحتلال الأمريكي للعراق، ظلّ العراقيون معتمدين على الحصة التموينية، إذ ازدادت البطالة، وارتفعت أسعار الأغذية. وظهر الفساد في مفردات الحصة التموينية فيما يتعلق بوصولها إلى المستحقين، وبالجودة، وبعدد المواد المعطاة، وتباعد مواعيد التسليم. وبُعيد الاحتلال الأمريكي للعراق في نيسان سنة 2003، ما لبث أن بدأ التذمّر من عجز الاحتلال الأمريكي للعراق عن توفير الحصة التموينية، وصار الوصول إلى توفيرها تحديّاً لسلطة الائتلاف المؤقتة يوازي التحدّي العسكري المقاوم لوجودهم.

## رأي الحكومة الانتقالية
قال إبراهيم الجعفري عن فترة رئاسته الحكومة العراقية الانتقالية "مع بداية استلام الحكومةِ الانتقاليةِ السلطةَ، تسلمنا شكاوى حول أن الحصة التموينية لم توزع منذ خمسة أشهر، لكننا سلّمنا السلطةَ والمخازنُ تحتوي على خزين غذائي لخمسة أشهر، رغم أن الوضع الأمني لم يساعد على توزيع مواد الحصة التموينية بالصورة الصحيحة". وفي نهاية شهر أيلول سنة 2005، ذكر وزير التجارة العراقي، في الحكومة الانتقالية، عبد الباسط كريم مولود أن سبب تأخر الحصة التموينية كان طول إجراءات فتح الاعتمادات المالية وإبرام العقود. وكان قد سبقَ ذلك تصريحُ هادي العامري رئيس هيئة النزاهة حينئذٍ أن تكلفة الحصة التموينية للفرد الواحد تعادل 15 إلى 19 دولاراً، بينما المواد التي تصل إلى الفرد لا تزيد قيمتها عن 5 دولارات.

### أسباب ضعف الإيصال
وفقاً لاستبيان 103 مُستبيَنين، نشره الباحث حارث علي العبيدي في كتابه "العشوائيات : دراسة سوسيو أنثروبولوجية" المنشور سنة 2012م، فإن أسباب صعوبة إيصال الحصة التموينية إلى مستحقيها هي:
| الأسباب                        | عدد المستبيَنين | النسبة |
| ------------------------------ | -------------- | ------ |
| قلة عدد الوكلاء داخل الحي      | 32             | 31.06% |
| بُعد المسافة بين الوكيل والمسكن | 13             | 12.62% |
| تأخير موعد استلام الوكيل للحصة | 8              | 7.76%  |
| عدم نزاهة الوكيل               | 23             | 22.33% |
| غياب الرقابة                   | 27             | 26.21% |
| مجموع المستبيَنين               | 103            | 100%   |

## المواد
تذكر المصادر الحكومية أن الحكومة تحرص على أن تكون مواد الحصة من المنتجات الوطنية، وكانت مواد الحصة 10 أو 11 مادة حتى سنة 2003، إذ نقص عددها إلى 4 مواد، وتباعدت مواعيد التوزيع بعد أن كانت شهريةً ومنضبطة، وكثيراً ما تعلن وزارة التجارة العراقية استمرارها بالالتزام بمقاطعة إسرائيل والشركات المتعاملة معها. تكلفة الحصة التموينية على الدولة 4 مليارات دولار سنوياً تقريباً.
| المادة           | كمية الفرد وسعرها سنة 1991 |              | كمية الفرد وسعرها سنة 1995 |              | كمية الفرد وسعرها سنة 1996 |                |
| ---------------- | -------------------------- | ------------ | -------------------------- | ------------ | -------------------------- | -------------- |
|                  | الكمية                     | السعر بالفلس | الكمية                     | السعر بالفلس | الكمية                     | السعر بالدينار |
|                  |                            |              |                            |              |                            |                |
| الطحين (كغم)     | 8                          | 240          | 7                          | 850          | 7                          | 5000           |
| الرز (كغم)       | 1.5                        | 410          | 1.25                       | 12500        | 1.25                       | 12500          |
| دهن الطعام (لتر) | 0.25                       | 1030         | 0.75                       | 580          | 0.75                       | 22500          |
| شاي (كغم)        | 0.25                       | 2370         | 0.1                        | 4000         | 0.1                        | 4000           |
| سكر (كغم)        | 1.5                        | 400          | 0.5                        | 5000         | 0.5                        | 5000           |
| صابونة           | 0                          | -            | 1.5                        | 690          | 1.5                        | 1500           |
| مسحوق غسل (كغم)  | 0                          | -            | 0.2                        | 4500         | 0.25                       | 4500           |
| حليب أطفال (كغم) | 1.8                        | 2220         | 1                          | 3200         | 1.8                        | 3200           |

## القيمة الغذائية
حتى سنة 1990م كان متوسط السعرات الحرارية التي يتغذى بها الفرد العراقي 3130 أو 3315 سُعرة، وحين بدأ توزيع الحصة، لم تبلغ إلا ثلثَ الحاجة من السعرات الحرارية، وذهبت بعثة من منظمة الغذاء والزراعة إلى العراق للاطلاع على الأحوال الغذائية، وأصدروا تقريرهم في شهر تموز سنة 1993، وذكروا أن الحصة التموينية تسدّ 53% من السعرات الحرارية التي كان العراقيون يحصلون عليها بين سنتي 1987 و1989، وفي سنة 1995 بلغت السعرات الحرارية 1093 سعرة، وقالت منظمة الصحة العالمية في شهر آذار سنة 1996 إن مواد الحصّة لا تسدّ إلا ثلثَ الحاجة اليومية من السعرات الحرارية. إذ بلغت في تلك السنة 1295 سعرة، وفي 24 أيلول سنة 1994م، طرأ تخفيض على الحصة، فأصبحت لا تسدّ إلا 34% من الحاجة الغذائية، وفقاً لتقرير منظمة الأغذية والزراعة التابعة للأمم المتحدة سنة 1996. وفي سنة 1999، بلغت القيمة الغذائية للحصة 60% من الحاجة الضرورية، وذكرت وزارة الخارجية العراقية أن 24% من الأطفال متضررون من سوء التغذية. وقيل إن مواد الحصّة حتى سنة 2003، كانت لا تكفي صاحبَها إلا 10 أو 15 يوماً. وفي سنة 2009 بلغت السعرات الحرارية المفترض حصول الفرد عليها 2150 سعرة، يدفع لها الفرد ثمناً رمزياً قدره 757 ديناراً. ليس في الحصة التموينية بروتين حيواني ولا بعض الفيتامينات التي لا يستطيع الفقراء شراءها من الأسواق، فكان ذلك سبباً في إضعاف الصحة، وخاصة فيمن أعمارهم أقل من 5 سنوات، إذ عادت أمراض التغذية والهزال الحاد والتقزم بعد أن اختفت في الثمانينات. وقبل تحديد الحصص التموينية، استعانت وزارة التجارة بوزارة الصحة لتعيين الحصة الغذائية الكافية لكل فرد.
| مسحوق غسل | حليب أطفال      | الطحين   | الأرز (التمّن) | السكر | دهن الطعام | الشاي    | صابون    |
| 200 غرام  | كيلو و350 غراماً | 6 كيلوات | كيلو ونصف     | كيلو  | نصف كيلو   | 100 غرام | 100 غرام |

| المادة       | الحصة الشهرية كغم | الحصة اليومية (غرام) | بروتين (غرام) | السعرات الحرارية |
| طحين         | 2                 | 300                  | 32.4          | 1065             |
| رز           | 3                 | 100                  | 7.6           | 363              |
| سكر          | 2                 | 66.7                 | -             | 257              |
| شاي          | 0.2               | 6.7                  | 1.4           | 23               |
| زيوت         | 1.25              | 41.7                 | -             | 368              |
| بقوليات      | 0.25              | 8.3                  | 1.6           | 29               |
| حليب كبار    | 0.25              | 8.3                  | 2.1           | 42               |
| المجموع      | 15.95             | 531.7                | 45.1          | 2147             |
| حليب الأطفال | 1.8               | 60                   | 8.5           | 290              |

## المستحقون
ما زال يستحق الحصةَ التموينية كلُّ مَن يقيم في العراقَ غنياً أو فقيراً، عراقياً وعربياً وأجنبياً، وفي يوم 27 كانون الأول سنة 1994، قال صدام حسين "ليس هنالك استثناء لبعض الناس من البطاقة التموينية لأنها ليست كمية من الطعام تُديم الحياةَ فحسب، بل هي رمز الصمود الرائع لشعب عظيم تجمّعت بمواجهته عقد التاريخ والحاضر،ثم إنها قاسم الوطنية المشترك بين الميسور والفقير، وأنها علامة بارزة على القدرة في تنظيم الحياة، إنها إذن شارة فخر تحملها كل عائلة، مَن احتاجها ومَنْ لم تحتجها لأنها مشاركة في أم المعارك من خلال التلذذ بزادها"، كان ذلك منذ اعتماد الحصة سنة 1990م، حتى 1 حزيران سنة 2021، حين بدأ تنفيذ استثناء غير المستحقين للحصة، وهم ذوو الراتب البالغ مليون وخمسمئة ألف دينار فأكثر، ما لم يكونوا من ضحايا الإرهاب أو ذوي العجز البالغة نسبته 50%، وفقاً لقرار الاستثناء رقم 124 الصادر من مجلس الوزراء العراقي، وفي 13 نيسان سنة 2021، قالت وزارة التخطيط في سبب الاستثناء "وزارة التجارة ماضية بتنفيذ الإجراءات خصوصاً بعد صدور القرار 105 من مجلس الوزراء بحجب البطاقة التموينية من أصحاب الرواتب العالية لكي تستفيد الوزارة من الوفرة، التي سوف تمنحها الى أصحاب الدخل المحدود...وزارة التجارة عازمة على تنفيذ خطة الإصلاح التي تستهدف الفئات الأكثر فقراً والحفاظ على المال العام واستفادة أكثر فئة ممكنة من ذوي الدخل المحدود". وفي يوم 24 نيسان سنة 2022 قال مظهر محمد صالح المستشار المالي لرئيس الوزراء إن عدد المحجوبين بموجب قرار الحجب هم نصف مليون، ورأى أن هذا إجحاف، إذ ينبغي ألا تُعطى الحصة إلا للفقراء الحقيقيين وهم ربع سكان العراق، وفي يوم 27 كانون الأول سنة 2022 نشر مجلس الوزراء العراقي بياناً لحجب الحصة التموينية عن المديرين العامّين فمن فوقهم، وعن الموظفين الحكوميين الذين تزيد رواتبهم عن مليوني دينار عراقي، وقال المجلس "تنفيذا لتوجيهات رئيس مجلس الوزراء الخاصة بزيادة الشرائح المستفيدة من مفردات البطاقة التموينية، بينهم الموظفون التي تأثرت رواتبهم بسبب ارتفاع الأسعار في السوق المحلية، فقد أقر مجلس الوزراء في جلسة اليوم قيام وزارة التجارة بحجب مفردات البطاقة التموينية عن المديرين العامين ومن هم بدرجتهم صعوداً، ولمن يزيد راتبه عن مليوني دينار، وشمول باقي الموظفين بمفردات البطاقة كاملة"، وحتى سنة 1994، كان العراقيون الكُرد في إقليم كردستان لا تصل إليهم الحصة التموينية الحكومية، وعددهم حينئذٍ 750 ألفاً، بل كانت حصصهم التموينية من برنامج الغذاء العالمي. ثم بدأت الحصة التموينية تصل إليهم من حكومة صدام حسين، وبلغ مقدارها في شباط سنة 2003 ستين ألف طن من الأغذية شهرياً، تُنقل إلى مستودعات عند الحدود بين حكومة العراق وحدود إقليم كردستان، ومن هناك كانت الأمم المتحدة تتولى إدخال الحصة إلى كردستان وتوزيعها، وكان يستفيد منها 3 ملايين ونصف مليون.
| المحافظة   | المراكز التموينية | عدد العوائل | الأفراد | الأفراد           | الأفراد | متوسط عدد أفراد العائلة | عدد الوكلاء | عدد الوكلاء | عدد الوكلاء |
| ---------- | ----------------- | ----------- | ------- | ----------------- | ------- | ----------------------- | ----------- | ----------- | ----------- |
| المحافظة   | المراكز التموينية | عدد العوائل | الأفراد | أطفال دون عمر سنة | المجموع | متوسط عدد أفراد العائلة | الغذائية    | الطحين      | المجموع     |
| دهوك       | 14                | 166660      | 216626  | 21220             | 937986  | 5.6                     | 1360        | 428         | 1858        |
| السليمانية | 32                | 363282      | 1523102 | 23222             | 1597074 | 4.4                     | 3431        | 202         | 4333        |
| أربيل      | 31                | 302482      | 1368512 | 25521             | 1394090 | 4.5                     | 2822        | 1028        | 3950        |
| نينوى      | 56                | 525283      | 3155102 | 25224             | 3230901 | 5.6                     | 2286        | 2222        | 5565        |
| كركوك      | 23                | 260222      | 1260042 | 26426             | 1286545 | 4.9                     | 1182        | 383         | 1565        |
| ديالى      | 24                | 242434      | 1340326 | 26042             | 1366443 | 5.6                     | 1233        | 231         | 2464        |
| الأنبار    | 28                | 243826      | 1422021 | 26212             | 1448788 | 5.9                     | 1582        | 553         | 2140        |
| بغداد      | 130               | 1418224     | 2062622 | 22422             | 7160101 | 5                       | 8448        | 5322        | 13827       |
| بابل       | 24                | 324500      | 1685200 | 33200             | 1719400 | 5.3                     | 1662        | 826         | 2543        |
| كربلاء     | 12                | 122451      | 281122  | 18456             | 999635  | 5.2                     | 220         | 328         | 1318        |
| واسط       | 22                | 202234      | 1131022 | 24832             | 1155914 | 5.6                     | 1316        | 504         | 1820        |
| صلاح الدين | 11                | 182521      | 238234  | 15260             | 954494  | 5.2                     | 1114        | 342         | 1456        |
| النجف      | 20                | 222681      | 1122102 | 22168             | 1219270 | 5.5                     | 281         | 340         | 1321        |
| القادسية   | 21                | 210234      | 1024280 | 24262             | 1119942 | 5.3                     | 284         | 321         | 1305        |
| المثنى     | 18                | 103025      | 201422  | 16282             | 717759  | 7                       | 523         | 202         | 795         |
| ذي قار     | 25                | 286125      | 1804325 | 38222             | 1842674 | 6.4                     | 1665        | 420         | 2135        |
| ميسان      | 22                | 151268      | 220005  | 20205             | 1010710 | 6.7                     | 1030        | 262         | 1292        |
| البصرة     | 34                | 423645      | 2436105 | 41152             | 2477262 | 5.8                     | 2235        | 2241        | 5476        |

## بديل الحصة
في سنة 1994 اقترح حسين كامل أن تُلغى الحصة التموينية ويُعطى المستحفون بدلاً نقدياً شهرياً مقداره 3 ألاف دينار، فاعترض وزير التجارة محمد مهدي صالح وذكر أن البدل النقدي يسبب تضخماً فوق التضخم الواقع، إذ كان الدولار يعادل 7 دنانير عراقية سنة 1991، و18 ديناراً سنة 91، و74 ديناراً سنة 93، و473 ديناراً سنة 1994، و1191 ديناراً في أواخر سنة 94، واقتنع صدام حسين باعتراض وزير التجارة.
وبعد الاحتلال الأمريكي للعراق سنة 2003، كُتبت دراسات كما اقترح سياسيون أن تتحول الحصة التموينية إلى معونة نقدية، ورُفض الاقتراح، إذ إن إعطاء الحصة التموينية يخفض سعر المواد في الأسواق أو يسيطر عليها، أما إذا استلم المواطنون معونات نقدية فسوف ترتفع أسعار المواد الغذائية في الأسواق. وفي 21 أيلول سنة 2020م، قال علاء الجبوري وزير التجارة "البدل النقدي للحصة التموينية يدرس الآن، وبناءً على الدراسة يتم تحديد قيمة البدل النقدي الذي سيحصل عليه المواطن عن مفردات البطاقة التموينية، ولكن لا يزال كمقترح ولا بد من قراءة الجوانب التي تحيط بذلك قبل اتخاذ القرار.

## بيع الحصة

أكياس عدس للحصة التموينية مكتوب عليها غير قابل للبيع

في سنوات الحصار الاقتصادي حتى سنة 1996، أصبحت الحصّة التموينية مصدراً مساعداً لنفقات الأسرة، إذ تبيع بعض الأُسر إحدى مواد الحصة، ليستعينوا بثمنها على نفقات أخرى أشدّ أهمية. وظلّت بعض العوائل تفعل ذلك بعد الاحتلال الأمريكي، إذ يبيعون الفائض من مواد الحصة، ليشتروا به أشياء أخرى يحتاجونها. وفي كانون الثاني سنة 1996 كان راتب الموظف المتوسط 5 آلاف دينار في حين بلغَ سعر الدجاجة 4 آلاف دينار، وبعد الاحتلال الأمريكي سنة 2003، صار أشدُّ ما يزهد فيه الأشخاص هو الطحين، إذ هو أحياناً رديء، كما يتطلب عدة مراحل متعبة لتحويله إلى خُبز يؤكل، لذلك يفضل بعض الأشخاص بيع مادة الطحين وهي لا تزال في دكّان وكيل الحصة أو يبيعها الشخص إلى باعة متجولين يقال لهم دوّراة (جمعُ دوّار) فيشتريها الدوّارة بثمن بخس، يرضى به الأشخاص لشدة حاجتهم إلى نقود يشترون بها أشياء أخرى.

خبّازون في مخبز عراقي يخبزون خبراً في تنّور، وتظهر امرأة تشتري خبزاً

كان الطحين في عهد الرئيس صدام حسين يُسلّم إلى المواطنين، ولهم أن بخبزوه بأنفسهم، ويحق لهم أن يأخذوه إلى المخابز وأفران الصمّون، كان كيس الطحين الكبير (الكونية) يُخبز منها 400 صمّونة أو ثلاثمئة خبزة لمن أراد أن يخبز في بيته، أما إذا أراد تسليم الطحين إلى المخابز فإن الخبّاز يعطيه 150 خبزة ويعطيه الفرّان 200 صمّونة، والفرق يذهب مقابل وقود تشغيل المخابز والأفران.

## البطاقة التموينية
تصدر الحكومةُ بطاقةً تموينية لكل عائلة سنوياً، ويُذكر فيها عدد الأفراد، وعلى المسجلين الجدد أن يُثبتوا مكان سكنهم، ويوضحوا سبب عدم تسجيلهم سابقاً، فإن كان السبب سفرهم إلى الخارج، فعليهم إظهار جوازاتهم التي تثبت سفرهم، وإن كانوا مهجّرين، فعليهم أن يحضروا كتاباً رسمياً من وزارة الهجرة يُثبتُ تهجيرهم، وإن كانوا عرباً أو أجانب مقيمين فعليهم كل سنة إظهارُ ما يُثبت إقامتهم الشرعية المجددّة، وبعد بداية الاحتلال الأمريكي، أصبحت البطاقة التموينية إثباتاً رئيساً لوجود الأسرة، بل صارت البطاقة وثيقةً مهمة ورابع أربعة وثائق تطلبها الدوائر الحكومية من الأشخاص لإتمام معاملاتهم الحكومية، بطاقة الأحوال المدنية وشهادة الجنسية، وبطاقة السكن، وبطاقة الحصة التموينية. وفي سنة 2004، كانت البطاقة التموينية شرطاً لتسجيل الناخبين في العراق.

## وكيل الحصة

رجل يستلم من الوكيل جزءا من حصته التموينية وعن يمينه امرأتان تنتظران

وكيل الحصة التموينية هو من تصل إلى دكّانه مواد الحصص التموينية من وزارة التجارة، ويوزعها على أهل منطقته، وفي 21 تموز سنة 2021 أعلنت وزارة التجارة بأن عدد الوكلاء يفوق 56 ألف وكيل، تشرف عليهم وزارة التجارة ودوائر الرقابة التجارية والمالية، ولها سلطة معاقبة الوكلاء المقصّرين والمتحايلين.

## فتاوى
سئلَ محمد صادق الصدر امرأة تبيع الحصة التموينية بدون إذن زوجها وتصرفها على أولادها. ما حكمها ؟ بسمه تعالى : ليس لها ذلك إلا إذا كان الزوج مقصراً في نفقتها الواجبة ( المأكل، الملبس، والسكن ) فتسدّ هذه الضرورات مع امتناع الزوج عن القيام بواجبه. وسئل مؤيد نصيّف جاسم، استاذ علوم القرآن في كلية التربية في تكريت، هل يجوز لوكيل الحصة التموينية أخذ أجور نقل المواد الغذائية من المواطن؟. فأجاب: إذا كانت الدولة تعطيه بدلَ النقل فلا يجوز، وإلا جازَ، ولكن صاحب الحصة التموينية وكيل عن الحكومة في توزيع المواد الغذائية على المواطنين فيجب أن تكون الأجرة على الأصيل لا على وكيله، وهذا أصحُّ، وهذا تعليل المسألة.

## في الكويت
بعدما احتل الجيش العراقي دولةَ الكويت يوم 2 آب سنة 1990، أعلنت الحكومة العراقية شمولَ الكويتيين في الكويت بالحصة التموينية ابتداءً من 25 تشرين الأول سنة 1990. ونقلت صحف قطرية حينئذٍ أن القوات العراقية المحتلة منعت الكويتيين من الاستفادة من البطاقة التموينية ما لم يبدلوا هوياتهم الكويتية إلى عراقية. وكانت الحكومة العراقية قد أعلنت عن إلغاء البطاقة المدنية الكويتية يوم 10-11-1990.